# Norrlandsjägare

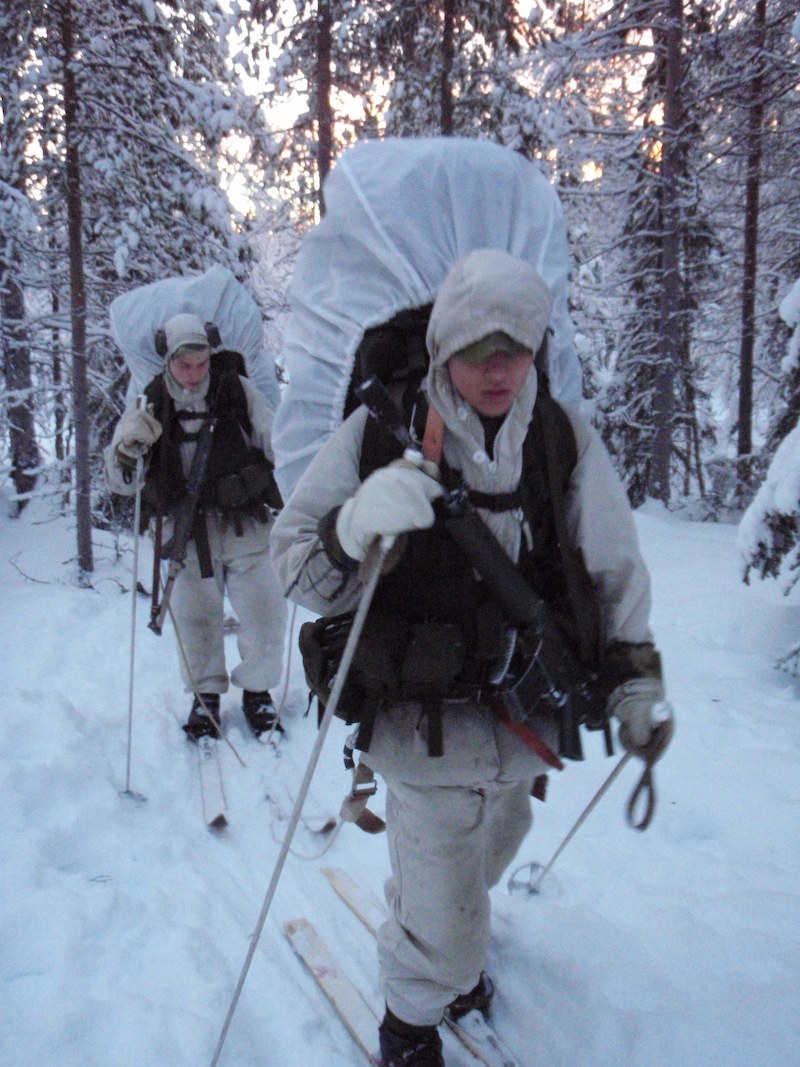
Norrlandsjägare, 2008.

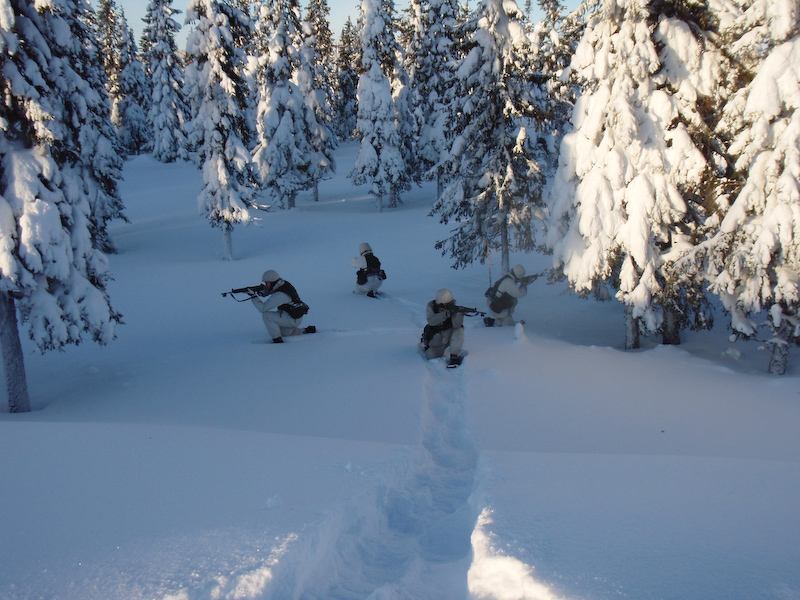
Norrlandsjägare, 2008.

Norrlandsjägare var en jägarsoldat som ingick i norrlandsjägarbataljonerna som utbildades vid Norrlands dragonregemente (K 4) och på senare tid även Lapplands jägarregemente (I 22). I mitten av 80-talet och in på 90-talet fanns åtta norrlandsjägarbataljoner i krigsorganisationen för norra Sveriges behov. Det utbildades också sex jägarbataljoner vid Livregementets husarer (K 3) i Karlsborg som var avsedda för södra och mellersta Sverige.
Norrlandsjägarna var främst utbildade för störstrid bakom fiendens linjer, men kunde också användas för underrättelseinhämtning. Dessa uppgifter motsvarade det tänkta händelseförloppet i en krigssituation. Norrlandsjägarbataljonen var ett förband med territorialansvar, det vill säga vid fientlig inryckning i gränsområdet var Norrlandsjägarna kvar för att utföra störstrid och underrättelseinhämtning bakom fiendens linjer omfattande min- och eldöverfall, granatkastar- och pansarvärnsrobotanfall, eldledning av brigad- och fördelningsartilleri samt leda in lätt attackflyg (Sk 60). 
Norrlandsjägarna var utbildade både för störstrid mot fientliga lednings- och underhållsförband samt för "hindra-uppgift" mot fiendens tätförband. Speciellt den senare innebar att bataljonen skulle spränga vägavsnitt, förberedda såväl som icke förberedda, över myrar varpå fientliga ingenjörsförband bekämpades.
Norrlands dragonregemente (K 4) lades ned som ett självständigt förband i samband med försvarsbeslutet 2004. Verksamheten kom istället att överföras som ett detachement till Norrbottens regemente (I 19) i Boden, med namnet Arméns jägarbataljon (AJB). Inom Detachementet Norrlands dragoner finns även delar av Försvarsmaktens vinterenhet som bedriver stor och växande internationell verksamhet för utbildning och utveckling kring förmåga att lösa uppgifter i subarktiskt klimat. Under hösten 2021 återetableras Norrlands dragonregemente som självständigt regemente.